# Thibaudia cardiophylla
Thibaudia cardiophylla är en ljungväxtart som beskrevs av Herman Otto Sleumer. Thibaudia cardiophylla ingår i släktet Thibaudia och familjen ljungväxter. Inga underarter finns listade i Catalogue of Life.